# Jüdischer Friedhof (Domažlice)
Der Jüdische Friedhof Domažlice ist ein jüdischer Friedhof in Domažlice (deutsch Taus), einer Gemeinde in der Region Plzeňský kraj im Südwesten Böhmens.

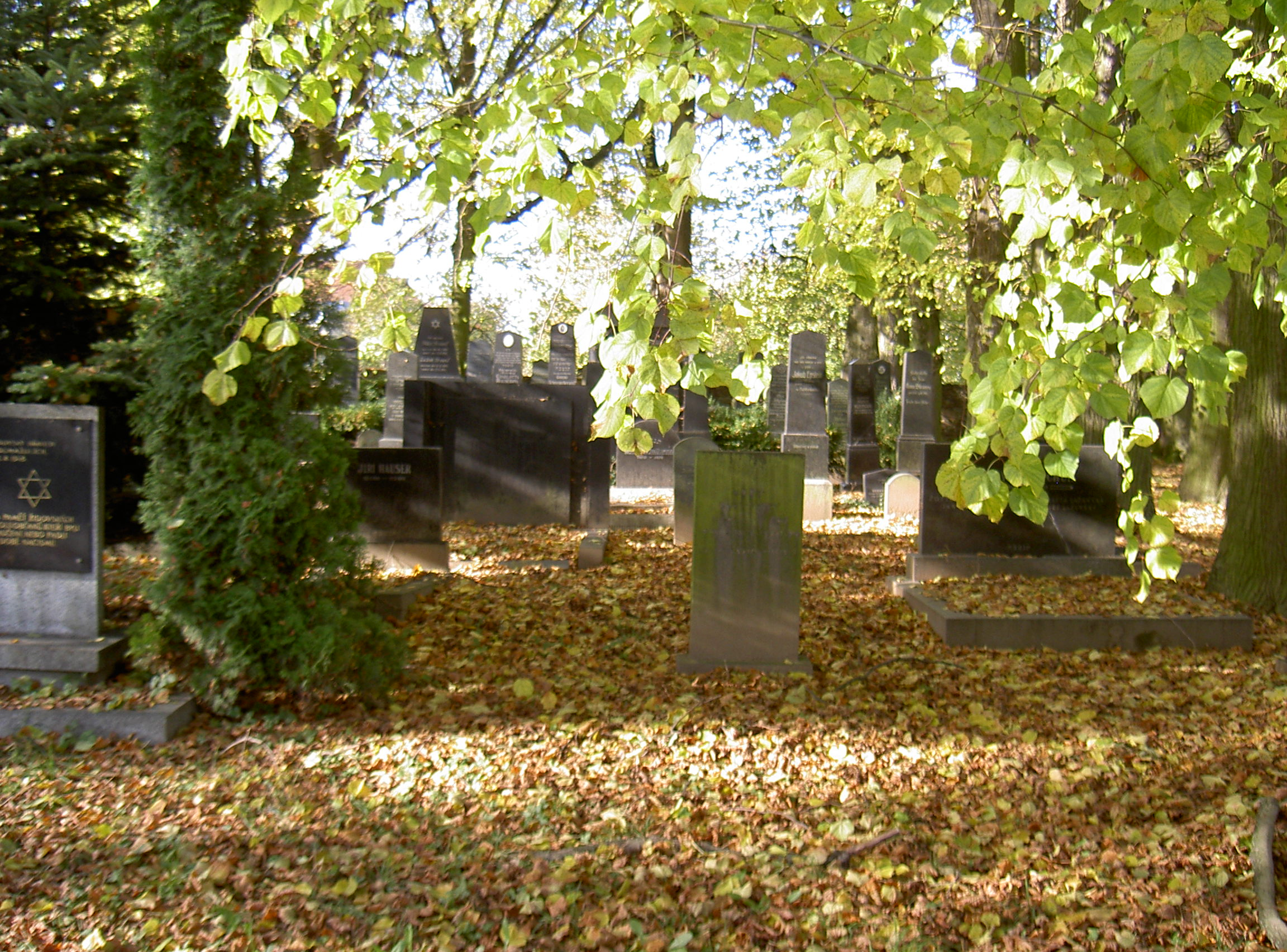
Jüdischer Friedhof in Domažlice

## Lage
Der Jüdische Friedhof Domažlice liegt am nördlichen Stadtrand von Domažlice an der Straße Prokop der Große (tschechisch: ulice Prokopa Velikého) südlich des Weihers U Cihelny (deutsch: Bei der Ziegelei).

## Geschichte
An der Friedhofsmauer befindet sich eine Tafel mit der Aufschrift, dass der Friedhof bereits 1348 gegründet wurde.
Hierbei handelt es sich wahrscheinlich um einen Irrtum. Es gab zwar im 14. Jahrhundert einige Juden in Domažlice, die einen Friedhof in der Nähe des Ortsteils Havlovice, südwestlich von Domažlice, hatten, an dessen Stelle sich jedoch heute ein Obstgarten befindet.
Seit 1541 war Juden der Aufenthalt in Domažlice durch ein Privileg König Ferdinands I. verwehrt. Erst unter Josef II. konnten sich Juden wieder in Domažlice ansiedeln.
Der heute vorhandene Friedhof wurde um 1850 angelegt und von der 1873 gegründeten jüdischen Gemeinde Domažlice genutzt.
Er enthält etwa 100 Gräber.
Als die Ulica Prokopa Holého in den Jahren 1987 bis 1989 verbreitert wurde, verkleinerte man den jüdischen Friedhof. In diesem Zusammenhang wurde das ursprüngliche Eingangsportal aus den Jahren 1891/92 durch eine Nachbildung ersetzt.